# Като (город)
Като (яп. 加東市 Като:-си) — город в Японии, находящийся в префектуре Хиого. Площадь города составляет 157,49 км², население — 39 767 человек (1 августа 2014), плотность населения — 252,50 чел./км².

## Географическое положение
Город расположен на острове Хонсю в префектуре Хиого региона Кинки. С ним граничат города Нисиваки, Мики, Оно, Санда, Касай, Сасаяма.

## Население
Население города составляет 39 767 человек (1 августа 2014), а плотность — 252,50 чел./км². Изменение численности населения с 1980 по 2005 годы:
| 1980 | 34 275 чел. |  |
| 1985 | 36 401 чел. |  |
| 1990 | 38 270 чел. |  |
| 1995 | 39 743 чел. |  |
| 2000 | 40 688 чел. |  |
| 2005 | 39 970 чел. |  |

## Символика
Деревом города считается сакура, цветком — космея.